# Ањоло Бронцино
Ањоло ди Козимо или Ањоло Бронцино (итал. Agnolo di Cosimo, Il Bronzino, Agnolo Bronzino; 17. новембар 1503, Фиренца—23. новембар 1572, Фиренца) био је италијански сликар чије сликарство припада стилу маниризма. Надимак „Бронцино” се односи на његову тамнију пут или црвенкасту косу.
Цео живот је провео у Фиренци. Од својих касних тридесетих био је дворски сликар великог војводе Тоскане Козима I Медичија. Углавном је сликао портрете, али сликао је и религијске и алегоријске теме. Његови ликови су елегантни, издужени, мирни и резервисани. То даје утисак хладноће и неприродности.